# Amalia de Isaura
Amalia de Isaura Pérez (Madrid, 24 de junio de 1887-Madrid, 22 de diciembre de 1971) fue una cupletista y actriz de teatro y de cine española. Caricata o actriz cómica especializada en imitación e improvisación.

## Biografía
Amalia de Isaura nació en Madrid en 1887, siendo sus padres el maestro Arturo de Isaura, pianista y director de compañías de zarzuela, y Carmen Pérez, tiple cómica. Su trayectoria se consolidó en el Teatro Apolo. Durante las décadas de 1930 y 1940 actuó en las compañías de Miguel de Molina y de Concha Piquer, como contrapunto paródico y muy querido por el público.
Actuó contratada por el empresario de espectáculos de variedades Juan Carcellé en diferentes teatros españoles, incluido el Circo Price de Madrid, ubicado en Plaza del Rey, y entre otros, con artistas como el payaso, Ramper. En 1942, compartió escenario con Estrellita Castro en el espectáculo Policromías de España.
Amalia de Isaura figura como presencia ineludible en diferentes exposiciones y publicaciones sobre la Historia del espectáculo en España en la primera mitad del siglo XX. Aparece en las exposiciones El Paral.lel (1894-1939). Barcelona i l'espectacle de la modernitat organizado por el Centre de Cultura Contemporania de Barcelona (2012-2013)  y en Intermedios. La cultura escénica en el primer tercio del siglo XX español, organizada por Acción Cultural Española (2016-2018).
Amalia de Isaura es mencionada en la novela Celia en la Revolución, de Elena Fortún: la protagonista asiste a uno de los conciertos que Miguel de Molina y ella ofrecieron en zona republicana durante la Guerra Civil con gran éxito. En la adaptación teatral de esta novela producida en 2019 por el Centro Dramático Nacional de España, la actriz Ione Irazábal interpretó a Amalia Isaura y su canción La Militarista, compuesta por E. Tecglen.
En la película Las cosas del querer (1989), dirigida por Jaime Chávarri e inspirada en la carrera de Miguel de Molina y en las causas que lo forzaron al exilio, los personajes interpretados por Ángela Molina y María Barranco están inspirados en Amalia de Isaura.
La actriz Amalia de Isaura aparece en la biografía escrita por Juan Espejo Asturrizaga acerca de la vida del poeta peruano César Vallejo. Así también, aparece en la mayoría de biografías del luchador social peruano, Víctor Raúl Haya de la Torre, célebre por su trayectoria política en Perú y América Latina. Esto se debe a que la compañía de comedias que ella dirigía visitó la ciudad de Trujillo, Perú, a fines del año 1916. Según Espejo (1989) Isaura "hacia una temporada con teatro lleno diariamente en Trujillo" y Vallejo que asistía con frecuencia a sus funciones, publica en el periódico La Reforma el 9 de diciembre de 2016 el soneto "Amalia de Isaura en Malva Loca". Antenor Orrego, director de La Reforma, publica a su vez "un hermoso artículo elogiando la personalidad de la artista española". Haya de la Torre por su parte le entrega a la actriz el libreto de su comedia de sencillo argumento titulada: "Triunfa vanidad", inspirada en algunos pasajes de la vida de su entrañable amigo de claustro universitario desde 1913, César Vallejo. En vez de rechazarla, por su sencillez y tal vez falta de técnica teatral, Amalia de Isaura interpreta generosamente la comedia que da a lugar a muy buenas críticas en la conventual ciudad de Trujillo.

## Galería

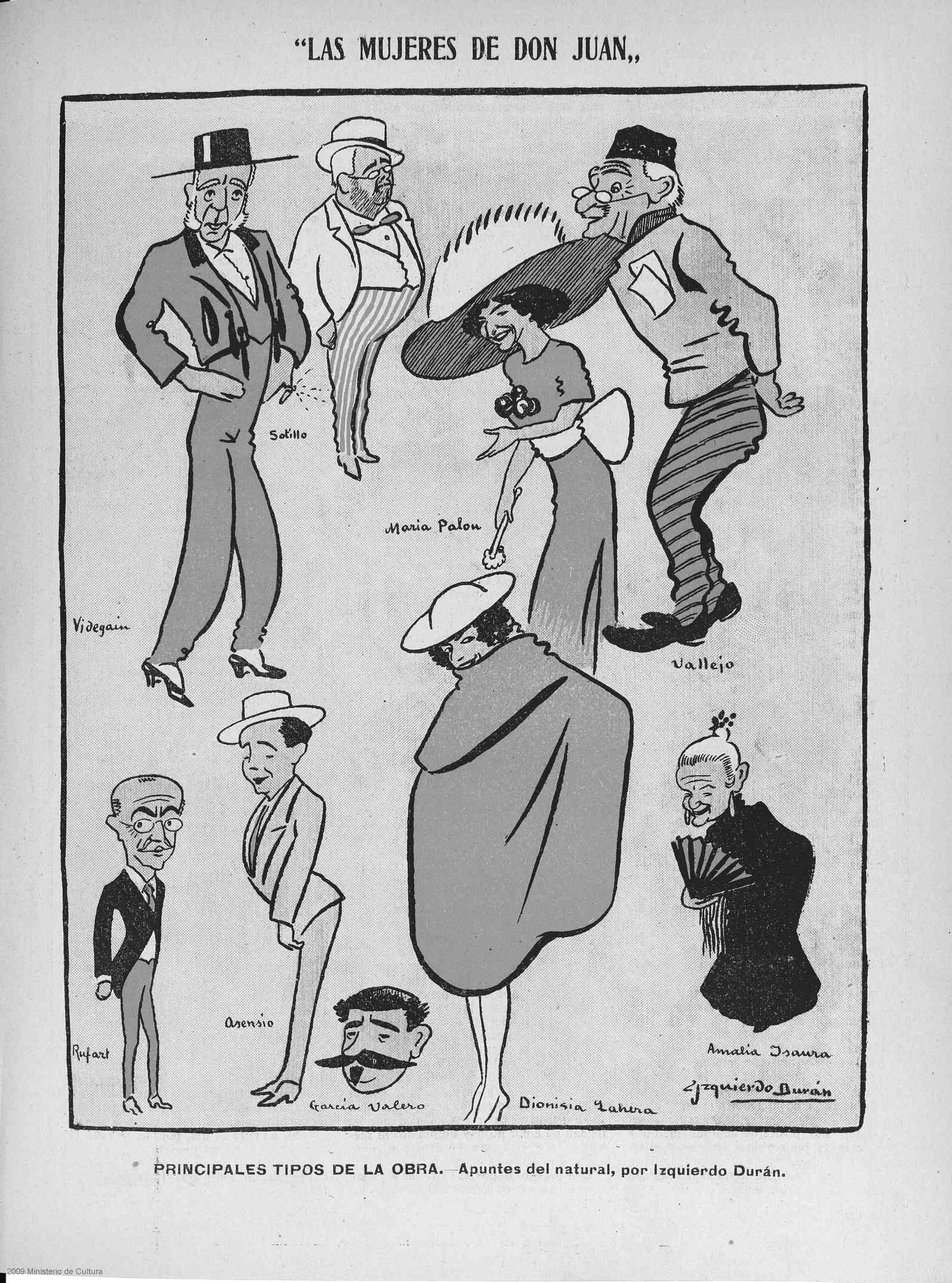
«Las mujeres de Don Juan», Madrid Cómico, 16 de junio de 1912.
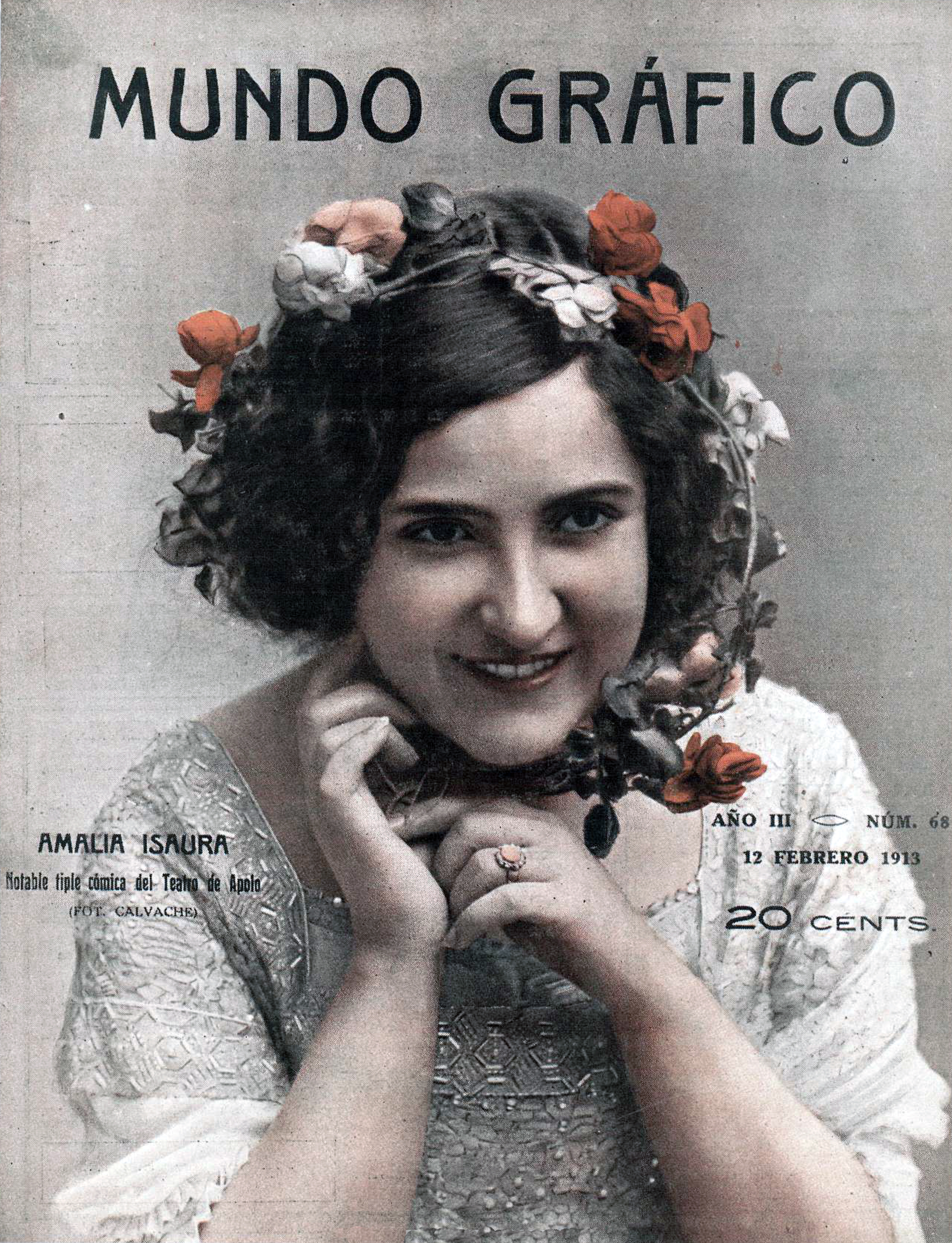
Amalia Isaura, en Mundo Gráfico, 12 de febrero de 1913. Fotografía de Calvache.
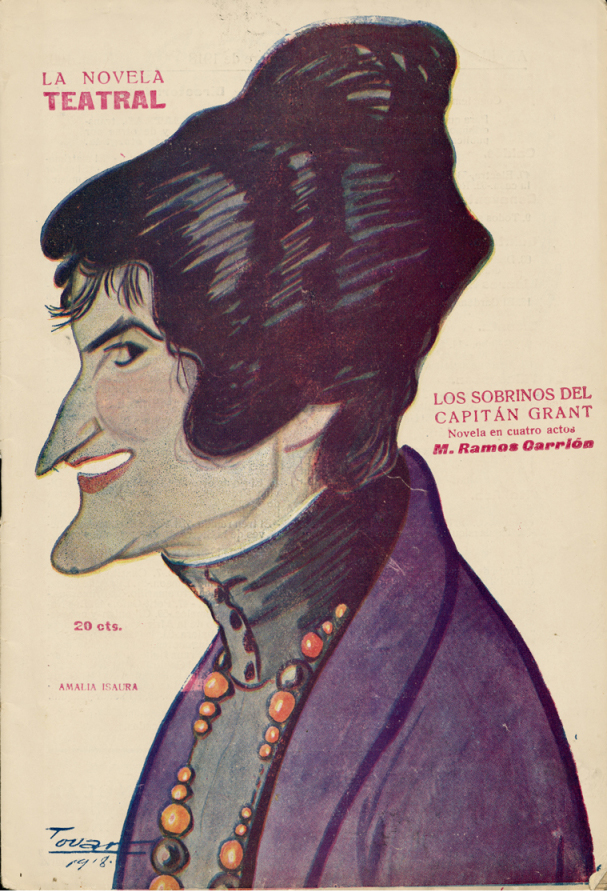
Amalia Isaura, en La Novela Teatral, 22 de diciembre de 1918. Caricatura de Tovar.
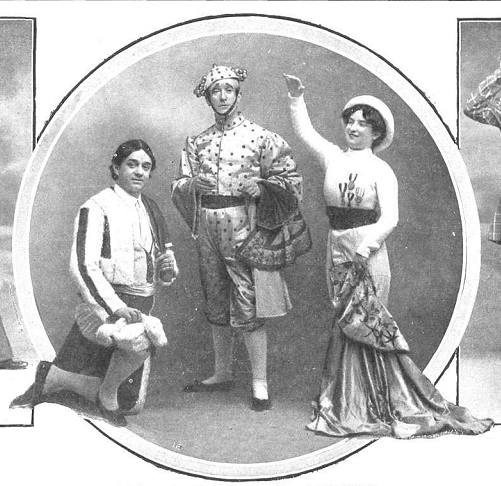
Vallejo, Carrión y Amalia Isaura, en «La corte del porvenir». Mundo Gráfico. Fotografía de Calvache.
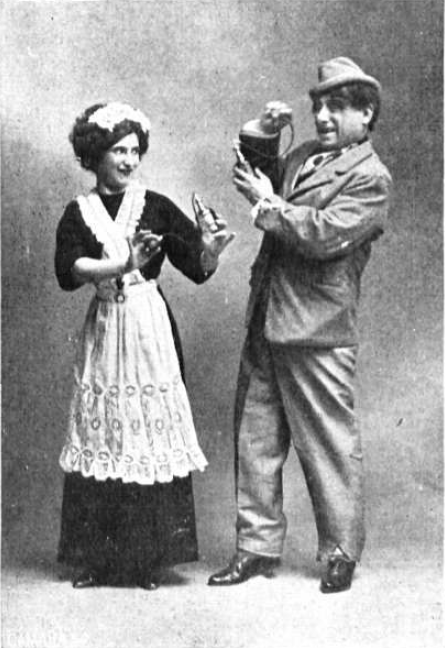
Amalia Isaura y José Moncayo, en «El príncipe casto». Mundo Gráfico, 28 de febrero de 1912. Fotografía de Calvache.

## Filmografía seleccionada
- La pura verdad (1931)
- Verbena (1941)[2][14]
- Acompáñame (1966)[2]
- Amor en el aire (1967)
- Pepa Doncel (1969)